# Энгель, Густав Эдуард
Густав Эдуард Энгель (нем. Gustav Eduard Engel; 29 октября 1823, Кёнигсберг — 19 июля 1895, Берлин) — немецкий музыкальный критик и педагог.

## Биография
Окончил гимназию в Данциге и поступил в Берлинский университет, где изучал сперва философию, затем музыковедение, в 1847 году защитил диссертацию. Пел тенором в Певческой академии (с 1843 года).
С 1853 года печатался как музыкальный критик, с 1861 года — обозреватель газеты Vossische Zeitung, сотрудничал также со специализированными музыкальными изданиями — в частности, как берлинский корреспондент «Нижнерейнской музыкальной газеты». В 1850—1870-е года Энгель, как утверждается, составлял вместе с Рихардом Вюрстом и Отто Гумпрехтом «большую тройку» берлинских музыкальных критиков. Взгляды его были скорее консервативны. В частности, о си-бемоль-минорной сонате Ференца Листа Энгель писал, что 

…для того, чтобы получать удовольствие от сочинений подобного рода, нужно полностью отвергнуть все требования природы и логики; едва ли возможно дальше отстраниться от естественных оснований, чем в этом произведении…— цит. по: Winklhofer S. Liszt’s Sonata // B minor: a study of the autograph sources and documents. — Ann Arbor, 1980. — P. 47.
Творчество Рихарда Вагнера в 1878 году Энгель характеризовал как «жажду глубины при отсутствии ясности» и призывал «избавиться от этой готики и варварства». Энгелю приписывается злая шутка при ложном известии о смерти Ницше в 1882 году: «Он умер от Вагнера». По сей день учёные обращаются к статье Энгеля «Анализ „Дон Жуана“ Моцарта с точки зрения математики и гармонии» (нем. Eine mathematisch-harmonische Analyse des Don Giovanni von Mozart), рассчитывающей некоторые закономерности построения оперы.
Энгель был также одним из виднейших вокальных педагогов Германии; с 1863 года преподавал в академии Теодора Куллака, затем с 1874 года — в Берлинской Высшей школе музыки. Среди его учеников, в частности, Тереза Мальтен и Генрих Гудехус.